# Wambachermolen
De Wambachermolen was een watermolen in Tegelen. 

## Beschrijving
De Wambachermolen was de korenmolen van het omgrachte Kasteel Wambach en de bijbehorende boerderij Wambacherhof. De molen lag aan een molenvijver waarin de Wambacher Molenbeek uitkwam, die werd gevoed door een bron op de Heide. De beek liep na de molen nog een stuk naar het noorden, waarna ze over de steilrand terug naar Tegelen draaide en daar in de Mulbeek stroomde. De molen stond ten noorden van het kasteel aan de overkant van de weg van Kaldenkerken naar Steyl, ongeveer waar nu de A74 ligt.

## Geschiedenis
In 1326, toen Tegelen Guliks was, wordt de molen het eerst vermeld. Henrick die Lange van Cryeckenbeke wordt dat jaar bedeeld met den hoff te Wambeke, met der meulen, thiende ende rente, die daerto behoren. De heren van Wambach hadden ook landerijen in Kaldenkerken en hun laten moesten hun graan in de Wambachermolen laten malen. De laatste vermelding van de molen dateert uit 1794.
In 1910 stootte men bij de kleiwinning op de resten van de houten fundering van de molen. In 1962 viel ook kasteel Wambach ten prooi aan de kleiwinning; de Wambacher Molenbeek en de grachten van het kasteel waren toen al verdwenen.